# Орора (округ)
Орора (англ. Aurora County) — округ в штате Южная Дакота, США. Административный центр округа — Планкинтон. По данным переписи за 2010 год число жителей округа составляло 2710 человек.
Округ назван в честь римской богини Авроры. Он был создан в 1879 году, организован в 1881 году.

## География
По данным Бюро переписи населения США округ имеет общую площадь в 1847 квадратных километров.

### Транспорт
Через округ проходят:
- I-90
- US 281 (англ. US Highway 281).
- Дорога 42 штата Южная Дакота[англ.].

## Население
| Год переписи | Нас. |  | %±      |
| ------------ | ---- |  | ------- |
| 1880         | 69   |  | —       |
| 1890         | 5045 |  | 7211,6% |
| 1900         | 4011 |  | −20,5%  |
| 1910         | 6143 |  | 53,2%   |
| 1920         | 7246 |  | 18%     |
| 1930         | 7139 |  | −1,5%   |
| 1940         | 5387 |  | −24,5%  |
| 1950         | 5020 |  | −6,8%   |
| 1960         | 4749 |  | −5,4%   |
| 1970         | 4183 |  | −11,9%  |
| 1980         | 3628 |  | −13,3%  |
| 1990         | 3136 |  | −13,6%  |
| 2000         | 3058 |  | −2,5%   |
| 2010         | 2710 |  | −11,4%  |
| 2016         | 2738 |  | 1%      |

В 2010 году на территории округа проживало 2710 человек (из них 51,0 % мужчин и 49,0 % женщин), насчитывалось 1102 домашних хозяйств и 736 семей. Расовый состав: белые — 95,1 %, афроамериканцы — 0,4 %, коренные американцы — 1,5 % и представители двух и более рас — 0,5 %. 3,7 % населения были латиноамериканцами.
Население округа по возрастному диапазону по данным переписи 2010 года распределилось следующим образом: 26,8 % — жители младше 18 лет, 1,8 % — между 18 и 21 годами, 51,5 % — от 21 до 65 лет и 19,9 % — в возрасте 65 лет и старше. Средний возраст населения — 43,2 лет. На каждые 100 женщин в Ороре приходилось 103,9 мужчин, при этом на 100 совершеннолетних женщин приходилось уже 100,1 мужчины сопоставимого возраста.
Из 1102 домашних хозяйств 66,8 % представляли собой семьи: 57,5 % совместно проживающих супружеских пар (22,1 % с детьми младше 18 лет); 5,4 % — женщины, проживающие без мужей и 3,9 % — мужчины, проживающие без жён. 33,2 % не имели семьи. В среднем домашнее хозяйство ведут 2,37 человека, а средний размер семьи — 2,96 человека. В одиночестве проживали 29,9 % населения, 13,9 % составляли одинокие пожилые люди (старше 65 лет).

## Экономика
В 2015 году из 2133 трудоспособных жителей старше 16 лет имели работу 1410 человек. В 2014 году медианный доход на семью оценивался в 59 531 $, на домашнее хозяйство — в 52 620 $. Доход на душу населения — 28 385 $. 4,3 % от всего числа семей в Ороре и 6,2 % от всей численности населения находилось на момент переписи за чертой бедности.